# 活力曲線
活力曲線（英語：Vitality curve）或稱末位淘汰法則、10%淘汰率法則，是一種績效管理實踐，要求對個人進行排名或與合作夥伴的評級。它由通用电气的傑克·威爾許在1980年代開創，但一直存在爭議。

## 外部連結
- GE Commercial finance promoting the idea of the Vitality Curve